# Râul Botiz
Râul Botiz este un curs de apă, afluent al Vaser. 